# Medicină sportivă

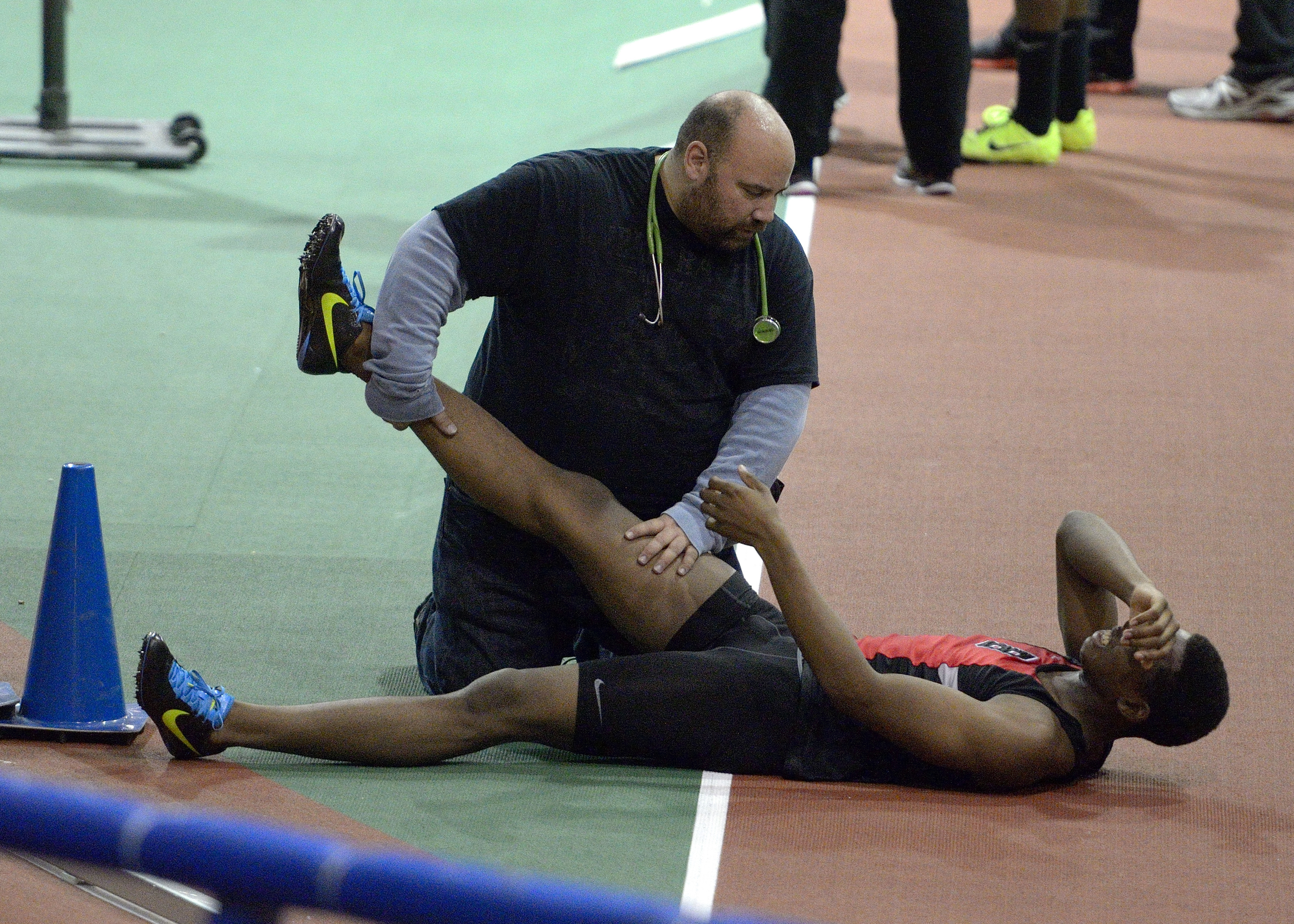
Medicină sportivă

Medicina sportivă este o ramură a medicinei care grupează prevenirea, diagnosticarea și tratamentul accidentelor și afecțiunilor care au loc în timpul activităților fizice și sportive, precum și sfaturile și măsurile preventive destinate menținerii și ameliorării condiției fizice a sportivilor de toate vârstele și de toate nivelurile.
Medicina sportivă a evoluat și s-a transformat într-o specialitate medicală care a adus inovații importante în multe domenii medicale. 

## Principii
Medicina sportivă contribuie la prevenirea traumatismelor și îmbolnăvirilor legate de sport, dezvoltarea psihologică a organismului uman, fiind un mijloc terapeutic eficient în cadrul terapiei de corectare sau vindecare a unor tulburări organice și/sau funcționale ale sportivilor.
Prin aprofundarea fiziologiei și metodologiei antrenamentului sportiv, medicina sportivă se constituie ca un suport obiectiv, știintific al marilor performanțe sportive.
Alte direcții ale medicinei sportive sunt diagnostic și orientare sportivă, traumatologie și recuperare sportivă, medicină internă, explorări funcționale (cardio-vasculare, respiratorii, laborator), neurologie, ortopedie, ORL, stomatologie, dermatologie, imagistică, psihologie sportivă.
În cadrul medicinei sportive se se efectuează  examene medicale inițiale și periodice pentru sportivi, care implică:
- determinarea stării de sănătate - diagnostic medical
- precizarea, predicția efectului/impactului pe care o anumită patologie  poate avea asupra sănătății individului, în condițiile practicării unui anumit sport
- determinarea capacității de efort în pregătirea și dezvoltarea fizică
- precizează ramurile sportive în care sportivul va obține performanță maximă
- avizarea medico-sportivă
- refacerea completă după efort a sportivilor indiferent de vârstă
- determina momentul optim de reintrare în activitatea de antrenament și competiția sportivă
- medicația pentru sportivi
- nutriția sportivului